# Temnocyoninae
A Temnocyoninae az emlősök (Mammalia) osztályának ragadozók (Carnivora) rendjébe, ezen belül a fosszilis medvekutyafélék (Amphicyonidae) családjába tartozó alcsalád.

## Előfordulásuk
Ennek az alcsaládnak a különböző fajai kizárólag Észak-Amerikában fordultak elő, körülbelül 30,8-20,43 millió évvel ezelőtt, azaz a kora oligocén és a kora miocén korszakok között.

## Rendszerezés
Az alcsaládba az alábbi 2 nem tartozik:
- Mammacyon Loomis, 1936 - kora oligocén-kora miocén
- Temnocyon Cope, 1879 - kora oligocén-kora miocén